# Autobahnring Łódź
Der Autobahnring Łódź ist ein Straßenring, der die polnische Stadt Łódź teils als Autobahn und teils als Schnellstraße umgibt. Dieser stellt mit einer Gesamtlänge von 114 km die längste Ringautobahn in Polen dar.

## Lage
Der Autobahnring liegt fast vollständig außerhalb des Stadtgebiets von Łódź. Nur im Westen und im Osten wird der Ring durch die äußersten Stadtgebiete verlaufen. Zusätzlich werden die Nachbargemeinden Aleksandrów Łódzki, Konstantynów Łódzki, Andrespol, Pabianice, Dobroń, Rzgów, Stryków und Zgierz an den Fernverkehr angebunden.

## Aufbau
Der Autobahnring Łódź setzt sich aus einem Teilstück der Autobahn A2 im Norden (Emilia – Łódź-Północ), einem Teilstück der Autobahn A1 im Osten (Łódź-Północ – Łódź-Południe), einem Abschnitt der Schnellstraße S8 im Süden (Łódź-Południe – Róża) sowie der vollständigen Schnellstraße S14 im Westen zusammen.

## Aktueller Stand
Die gesamten etwa 114 km des Rings sind fertiggestellt. Die komplette Fertigstellung der S14 und damit die Vervollständigung des Autobahnrings erfolgte 2023.
Der Teil der A2 wurde im Jahr 2008 vollständig eröffnet. Ein erster Abschnitt der S14 wurde am 13. Juli 2012 eröffnet, ein weiterer Teil der S14 und der S8 am 11. April 2014. Im Osten wurde die Autobahn A1 am 1. Juli 2016 freigegeben.
Am 25. Juni 2022 wurde ein weiterer, 12,2 km langer Abschnitt der S14 freigegeben. Schließlich wurde am 7. Juli 2023 der letzte, 16,3 km lange Abschnitt der S14 freigegeben, womit der Ring nun fertiggestellt wurde.